# محمدعلی حدادیان
محمدعلی حدادیان (زادهٔ ۱۳۱۶ – درگذشتهٔ ۱۳ بهمن ۱۳۸۱) نوازنده نی و موسیقی‌دان ایرانی بود.

## زندگی هنری
محمدعلی حدادیان در سال ۱۳۱۶ در اصفهان متولد شد. وی از دوران کودکی، نوازندگی را نزد پدرش آغاز کرد. در سن پانزده‌سالگی به شاگردی «حسین یاوری اصفهانی» درآمد. وی سپس به منظور تحصیل، به تهران رفت و فعالیت هنری خود را تا اخذ لیسانس موسیقی در سال ۱۳۵۰ ادامه داد. او از اعضای نخستین گروه موسیقی سنتی مرکز حفظ و اشاعه موسیقی بود و نزد نورعلی برومند و دکتر داریوش صفوت به فراگیری ردیف میرزا عبدالله پرداخت. در سال ۱۳۵۲ همراه با داریوش طلایی، رضا شفیعیان و بهمن رجبی در دهمین جشن هنر شیراز شرکت کرد.
از دیگر استادان او می‌توان به «عبدالله داوودی»، «سعید هرمزی»، «یوسف فروتن» و «علی اصغر بهاری» اشاره نمود. او با موسیقی‌دانانی همچون «رضوی سروستانی»، «حسین علیزاده» و «داوود گنجه‌ای» نیز همکاری داشت و به پژوهش در موسیقی ایرانی همت گماشت. وی مدتی قائم مقام کمیته مدرسان خانه موسیقی ایران بود.
محمدعلی حدادیان، در اواخر عمر، بیشتر در خانه نشست و به آموزش نی و سه‌تار پرداخت. وی همچنین در دانشگاه‌های تهران، سوره و آزاد، به تدریس نی مشغول بود.

## مرگ
محمدعلی حدادیان صبح روز یکشنبه ۱۳ بهمن سال ۱۳۸۱ در بیمارستان جم تهران بر اثر سرطان درگذشت. مراسم تشییع پیکر محمدعلی حدادیان ساعت ۹ صبح روز دوشنبه ۱۴ بهمن ۱۳۸۱ در مقابل تالار وحدت برگزار و در قطعه هنرمندان بهشت زهرا به خاک سپرده شد.